# Ценюв
Ценюв или Цене́евка (Ценевка, Куропец, Ценев; укр. Ценіївка, Цінюв, Ценівка) — река в Тернопольском районе Тернопольской области, Украина. Левый приток реки Золотая Липа (бассейн Днестра).
Длина реки 26 км, площадь водосборного бассейна 222 км². Уклон реки 3,6 м/км. Речная долина преимущественно V-образная, в отдельных местах трапециевидная, шириной 1,8 км. Глубина долины в низовьях 100—120 м. Пойма двусторонняя, шириной 100 м, в низовьях заболоченная. Русло шириной до 10 м. Питание смешанное с преобладанием снегового. Ледовый покров неустойчив. Используется для хозяйственных нужд.
Река берёт начало на западной окраине села Олесино. Течёт сначала на северо-запад и запад, впоследствии поворачивает на юг, ближе к устью течёт на юго-запад. Впадает в Золотую Липу южнее села Потуторы.
Главный приток (правый) — река Конюхи.